# Peter Leitner
Peter Leitner, född 5 januari 1956 i Oberstdorf i Bayern, är en tysk tidigare backhoppare. Han representerade SC Oberstdorf.

## Karriär
Peter Leitner debuterade internationellt i tysk-österrikiska backhopparveckan säsongen 1975/1976. I sin första deltävling i backhopparveckan, hemma i Schattenbergbacken 30 december 1975, blev han nummer 63. Han blev bland de tio bästa i en deltävling i backhopparveckan i hemmabacken i Oberstdorf 30 december 1977. Då blev han nummer fem. Östtyskarna hade fem backhoppare bland de åtta bästa. I nyårstävlingen i Garmisch-Partenkirchen 1 januari 1978, blev Leitner nummer åtta. Igen dominerade Östtyskland med fem hoppare bland de sju bästa.
Leitner startade i Skid-VM 1978 i Lahtis i Finland. Där blev han nummer 42 i normalbacken och nummer 21 i stora backen i Salpaussalkä. Leitner deltog också i VM i skidflygning 1979 i Letalnica i jugoslaviska Planica. Där blev han nummer 12.
Världscupen i backhoppning startade säsongen 1979/1980. Leitner var i det tyska landslaget och debuterade i världscupen hemma i Oberstdorf 30 december 1979 under backhopparveckan säsongen 1979/1980. Då blev han nummer 47. Bästa resultat i en deltävling i världscupen kom i Štrbské Pleso i Slovakien då han blev tvåa efter Masahiro Akimoto från Japan. Leitner blev nummer 24 sammanlagt i första världscupsäsongen.
Under olympiska spelen 1980 i Lake Placid i USA startade Leitner i båda backarna. Året innan hade han vunnit en av testtävlingarna som arrangerades inför OS. I de olympiska tävlingarna blev Leitner nummer 19 i normalbacken och nummer 18 i stora backen i Intervale Ski Jump Complex.
Peter Leitner vann tillsammans 6 individuella tyska mästerskap. Han vann i normalbacken 1976, 1978 och 1980. I stora backen vann han 1976, 1978 och 1979. Han vann skidflygningsveckan hemma i Oberstdorf, i Heini Klopfer-backen, 1978. Leitner avslutade sin backhoppningskarriär efter säsongen 1979/1980.